# Il diavolo è femmina
Il diavolo è femmina (Sylvia Scarlett) è un film del 1935 diretto da George Cukor, tratto da un romanzo di Compton Mackenzie.

## Trama
Henry Scarlett è un vedovo che dopo aver sottratto dei soldi al suo datore di lavoro non trova di meglio che scappare da Marsiglia, dove vive, fino in Inghilterra. Con sé porta sua figlia Sylvia che, per sviare la polizia, si traveste da ragazzo e diventa... Sylvester.
Questo travestimento proseguirà anche in Inghilterra, dove, unitisi ad un'altra coppia di abili furfanti, Jimmy e Maudie, decidono di guadagnarsi da vivere girando di città in città allestendo spettacoli come saltimbanchi/attori e raggirando chiunque capiti loro a tiro.
Quando incontrano il pittore Michael Fane, Sylvia se ne innamora. Ma lui è fidanzato e lei continua a vestire i panni di un ragazzo... Quando le rivela la sua vera identità e il suo amore, fa ritorno la sua fidanzata Lily, e Sylvia col cuore spezzato fugge via cercando di dimenticarlo.
Il padre di Sylvia muore in una disgrazia e quando Sylvia si rivolge a Jimmy, questi fugge con Lily. Nell'inseguirli, Sylvia e Fane si scoprono vicendevolmente innamorati e li lasciano andare via.